# آمبولانس (فیلم ۲۰۲۲)
آمبولانس (انگلیسی: Ambulance) یک فیلم اکشن و دلهره‌آور آمریکایی به کارگردانی و تهیه کنندگی مایکل بی که توسط کریس فداک نوشته شده‌است و بر اساس یک فیلم دانمارکی به همین نام در سال ۲۰۰۵ ساخته شده‌است. جیک جیلنهال و یحیی عبدالمتین دوم در نقش دو سارق که یک آمبولانس را از یک امدادگر (ایزا گونزالس) در شرایط بحرانی سرقت می‌کنند، بازی می‌کنند. و گرت دیلاهانت، آ مارتینز، کی‌یر او دانل، و موزس اینگرام نیز در نقش‌های دیگر ایفای نقش می‌کنند. این فیلم توسط یونیورسال پیکچرز در تاریخ ۸ آوریل ۲۰۲۲ به صورت سینمایی اکران شد.

## داستان
ویل شارپ سرباز سابق کهنه‌کار، که ناامیدانه به دنبال پول برای پرداخت هزینه‌های پزشکی همسرش است، از برادر خوانده‌اش دنی کمک می‌خواهد. دنی که یک جنایتکار حرفه‌ای کاریزماتیک است، در عوض به او پیشنهاد دیگری می‌دهد: بزرگ‌ترین سرقت بانک در تاریخ لس آنجلس: ۳۲ میلیون دلار.

## فیلمبرداری
شروع فیلمبرداری در ژانویه ۲۰۲۱ در لس آنجلس در حالی که با انجام پروتکل‌های ایمنی ناشی از دنیاگیری کووید ۱۹ مانند پوشیدن ماسک روی صحنه بود آغاز شد.این فیلم قرار بود در ۱۷ فوریه ۲۰۲۲ اکران شود اما به دلیل دنیاگیری کووید ۱۹ به تأخیر افتاد و در ۸ آوریل ۲۰۲۲ در آمریکا منتشر شد.
این فیلم با بودجه ۴۰ میلیون دلاری در مرکز شهر لس آنجلس فیلمبرداری شد. فیلمبرداری پس از سی و هشت روز به پایان رسید.

## بازیگران اصلی
خطای لوآ در پودمان:Multiple_image در خط 173: attempt to perform arithmetic on local 'totalwidth' (a nil value).